# Bosdikkaak
De bosdikkaak (Pachygnatha listeri) is een spinnensoort in de taxonomische indeling van de strekspinnen. Het dier komt uit het geslacht Pachygnatha en komt bij voorkeur voor op vochtige, schaduwrijke plekken, vooral in bossen, maar ook in rietlanden.

## Kenmerken
Vrouwtjes hebben een lengte van 4 tot 5 mm en mannetjes van 3 tot 4,5 mm. Het voorlicht heeft een roodbruine kleur met een middenband. Het achterlichaam het een  tekening van een blad die wit omzoomd is. In het blad zijn witte, driehoekige vlekkenparen. De poten zijn egale licht roodbruin van kleur. 

## Levenswijze
Volwassen dieren maken geen web en leven op de bodem. Jongen dieren produceren kleine wielwebben dicht bij de bodem.

## Verspreiding
Hij komt voor in Europa, het Kaukasus en Rusland.

## Taxonomie
Pachygnatha listeri werd in 1830 beschreven door Sundevall.